# Fermanagh (distrikt)
Fermanagh var ett distrikt i Nordirland. Fermanagh låg i grevskapet Fermanagh samt en mindre del av Tyrone och var till ytan det största distriktet. Huvudort var Enniskillen.
I samband med en distriktsreform i Nordirland 1 april 2015 slogs distrikten Fermanagh och Omagh samman till distriktet Fermanagh and Omagh. 